# Shin A-lam
Shin A-Lam (født 23. september 1986) er en sydkoreansk fægter. Hun repræsenterede Sydkorea under Sommer-OL 2012 i London, hvor hun vandt sølv i kvindernes hold turnering i kårde. 